# .tv (canal de televisão)
.tv (anteriormente The Computer Channel, pronunciado como Dot TV) foi um canal de televisão britânico dedicado à tecnologia. .tv era de propriedade e operado pela British Sky Broadcasting. O canal foi transmitido pela primeira vez em 1 de setembro de 1996, sendo seu horário de transmissão diário de 18:00 às 20:00. As horas de transmissão foram aumentadas de meio-dia à meia-noite quando o canal começou a transmitir na plataforma de satélite digital da British Sky Broadcasting, a Sky Digital em 1998. Em 1999, o canal entrevistou o então CEO da Microsoft, Bill Gates.
Próximo ao seu fechamento, o canal adicionou vários novos programas patrocinados pela loja de tecnologia online dabs.com, promovendo produtos que estavam disponíveis no site do patrocinador. .tv foi fechado em 2 de setembro de 2001 devido à baixa audiência. A maioria dos programas foi produzida pela Hewland International.